# Henri Evenepoel
Pour les articles homonymes, voir Evenepoel.
Henri Evenepoel, né le 2 octobre 1872 à Nice et mort le 27 décembre 1899 à Paris, est un peintre, dessinateur et graveur belge.

## Biographie
Henri Jacques Édouard Evenepoel est né le 2 octobre 1872 à Nice, dans le quartier Saint-Barthélémy, dans un logis de hasard, pris en location par ses parents pour un séjour de longue durée sur la Côte d'Azur, afin de permettre à sa mère, épuisée par sa première grossesse deux ans auparavant, de retrouver des forces et se refaire une santé.
Le père d'Henri, Charles Edmond Armand Evenepoel, né à Molenbeek-Saint-Jean le 23 mars 1846, est employé de commerce, professeur de piano, puis haut fonctionnaire belge — il était chef de division au Ministère de l'Intérieur en 1893 — et est mort à Uccle le 1er mars 1931. Edmond Evenepoel était très cultivé, et un mélomane critique musical dans le journal La Flandre libérale et le Guide Musical (1889-1914). Henri restera très lié à son père. Edmond Evenepoel était le fils de Jacques-Charles Evenepoel, comptable, né à Bruxelles le 6 juin 1824, et mort à Schaerbeek le 7 mai 1892 en sa maison du n° 78 rue Dupont, et d'Elisabeth Caroline Célestine van Swyngenhoven. Sa famille trouve ses origines, dès le XIVe siècle, dans des villages de l'ouest de Bruxelles, à Wambeek, Borchtlombeek et Ternat.
La mère d'Henri, Anne Émilie Peppe, née à Saint-Gilles le 19 mai 1846, et morte à Schaerbeek en sa maison du n° 30 rue Royale-Sainte-Marie, le 19 octobre 1874, alors que Henri n'avait que deux ans, était la fille de Henri Marie Jacques Peppe, comptable, puis employé à la Banque de Belgique, puis négociant, et de Sophie Jeanne Mathilde Christine van Gelder qui s'étaient mariés à Bruxelles en 1842. Notons que cette dernière était veuve en premières noces de Félix Devis, mort en 1840, et que de ce premier mariage elle avait eu une fille Sophie Devis, née le 18 août 1838 à Anvers, qui épousa à Schaerbeek le 22 juillet 1857 le statuaire Charles-Auguste Fraikin. C'est cette Tante Sophie, une dame riche, cultivée et mondaine, qui aidera beaucoup Henri Evenepoel même dans ses heures sombres.
Henri avait un frère aîné, Maurice Evenepoel, né à Schaerbeek le 20 janvier 1870, qui était directeur d'usine à Tournai, qui épousa en 1893 à Bruxelles Euphémie Annez. À ce mariage assistait l'architecte parisien Henri Parent, âgé de 74 ans et qualifié d'oncle. Maurice est mort en 1933 et il n'eut pas de descendance.

### Formation et carrière
Le jeune Henri suit les cours de dessin à l'Académie de Saint-Josse-ten-Noode ainsi que les cours de l'atelier du peintre Ernest Blanc-Garin et du décorateur Adolphe Crespin à l'Académie royale des beaux-arts de Bruxelles. À Bruxelles, il réside au no 78 rue Dupont, dans la commune de Schaerbeek, là où son grand-père avait sa demeure.
En 1892, il s'installe à Paris. Il loge chez sa cousine, Louise De Mey, qui sera l'un de ses modèles préférés,, notamment pour Portrait de Madame D. (en deuil) ou le Chapeau blanc. Elle avait deux enfants de son mari : Henriette, née en 1890 à Paris, immortalisée dans le tableau Henriette au grand chapeau, et Sophie Suzanne De Mey, née en 1891 à Paris. Louise était apparentée au peintre Charles Hermans.
Henri Evenepoel se forme à l’atelier de Gustave Moreau à l'École des beaux-arts de Paris, et y rencontre Henri Matisse, Simon Bussy, Eugène Martel, Albert Huyot, Georges Rouault et Charles Milcendeau. Il se liera d'amitié avec ce peintre vendéen, et lui fera rencontrer l'artiste espagnol Francisco Iturrino qui est représenté dans L'Espagnol à Paris (musée de Gand).
En 1894, sa cousine Louise donne naissance à leur fils Charles, qui figurera sur plusieurs de ses portraits d'enfant et notamment dans le tableau Charles au jersey rayé. Louise étant toujours mariée, l'enfant portera toujours le nom de De Mey et à cause de la mort prématurée de son père, il ne put jamais porter le nom d'Evenepoel.
En 1895, il se lie d'amitié avec le peintre Henri Huklenbrok.
En 1897, Henri Evenepoel tombe malade et séjourne en été à Wepion, dans une propriété de sa tanre Sophie. L'hiver, il passe quelques mois en Algérie pour se soigner. Il se lie d'amitié avec le peintre français Raoul du Gardier qui, comme lui, a fréquenté l'atelier de Gustave Moreau.
Il est invité par les organisateurs de la section belge de l'Exposition universelle de Paris.

### Dernières années
Il envisage de rentrer en Belgique afin d'épouser sa cousine Louise, dont le divorce sera bientôt prononcé, et de reconnaître son fils Charles.
Quelques jours avant son retour à Bruxelles, le 27 décembre 1899, il meurt prématurément à Paris, emporté par la fièvre typhoïde. Louise meurt à Ixelles le 25 novembre 1941. Elle avait cédé plusieurs tableaux d'Henri aux Musées royaux des Beaux-Arts de Belgique.
À la suite de son décès le 27 décembre 1899, à Paris, il est inhumé au Cimetière de Bruxelles à Evere.

## Œuvre
Le tableau le plus emblématique de son séjour algérien de 1897 est le Marché d'oranges à Blida (Musées royaux des Beaux-Arts de Belgique). La couleur de ses toiles se modifie après ce séjour.
De retour à Paris, il réalise de grandes compositions comme Promenade du dimanche au bois de Boulogne. Sa carrière démarre, il a du succès et son travail est apprécié.
En 1899, il reçoit une invitation d'Octave Maus pour participer au Salon de La Libre Esthétique en 1900. Il y présente, notamment : L'Espagnol à Paris, La Foire aux Invalides, Café d'Harcourt au Quartier latin, mais meurt le 27 décembre 1899, avant de voir ses œuvres exposées.

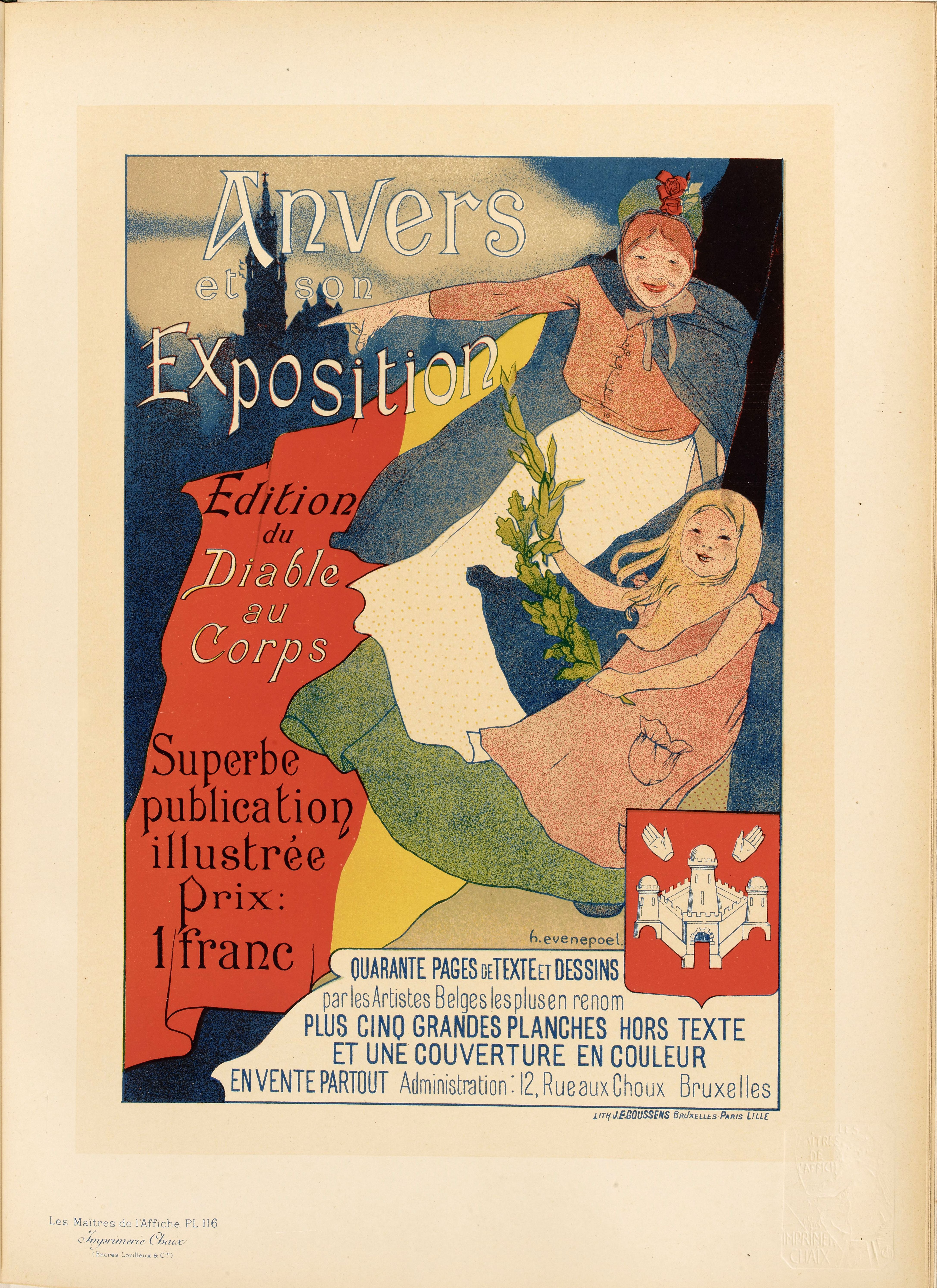
Anvers Exposition

- 1891 : Dimanche au Bois de Boulogne, huile sur toile, 59 × 90 cm, musée royal des beaux-arts d'Anvers[23]
- 1892 : L'Artiste devant un paysage, fusain, ENSBA.
- 1894 : Louise en deuil, huile sur toile, 78 × 46 cm, musée royal des beaux-arts d'Anvers[24]
- 1895 : Le Bébé ou Le Jouet brisé, au musée des beaux-arts de Liège.
- 1896 : 
  - Portrait d'Hélène Roulet, l'épouse du peintre Adolphe Crespin, 1896, huile sur toile, 186 × 94 cm, Musée des beaux-arts de Gand[25]
  - Anvers Exposition, affiche reproduite dans Les Maîtres de l'affiche (1895-1900).
- 1897
  - Au Moulin Rouge, huile sur toile, 73 × 60 cm, Musée des beaux-arts de Houston[26]
  - La Dame au chapeau vert, au musée des beaux-arts de Liège.
  - La Cuisinière.
  - Au square, 1897–1899, lithographie in L'Estampe moderne, 33 × 23 cm, Musée des beaux-arts de Houston[27]
  - La Foire aux Invalides le dimanche, huile sur toile, 64 × 92 cm, musée royal des beaux-arts d'Anvers[28]
  - Café d'Harcourt au Quartier latin, huile sur toile, 114 × 148 cm, Musée Städel de Francfort-sur-le-Main[29]
- 1898 
  - Le petit Charles au jersey rayé, huile sur toile, 73 × 50 cm, Patrimoine. Roi Baudoin[30]
  - 40e exposition du Salon des Cent, Lithographie en couleurs, 63 × 45 cm, Bibliothèque de l'INHA[31]
- 1899 :
- L'Espagnol à Paris (portrait du peintre Francisco Iturrino), huile sur toile, 217 × 152 cm, Musée des beaux-arts de Gand[32]
- La Tasse de thé
- Mademoiselle Matisse
- Henriette au grand chapeau, musées royaux de Bruxelles, musée Fin-de-Siècle
- Portrait de Madame D. (en deuil)
- Portrait du peintre Paul Baignères[33] (ou Portrait d'homme en rouge), musée Fin-de-Siècle, 1894

## Hommages
La commune de Schaerbeek (Bruxelles) lui rend hommage en donnant son nom à une de ses artères : la rue Henri Evenepoel. La commune de Fooz-Wépion (intégrée depuis à la ville de Namur) lui consacre également une de ses artères appelée du même nom.
La Belgique émet deux timbres commémoratifs représentant des œuvres d'Henri Evenepoel : Henriette au grand chapeau et Le Petit Charles au jersey rayé.

## Galerie

Œuvres d'Henri Evenepoel
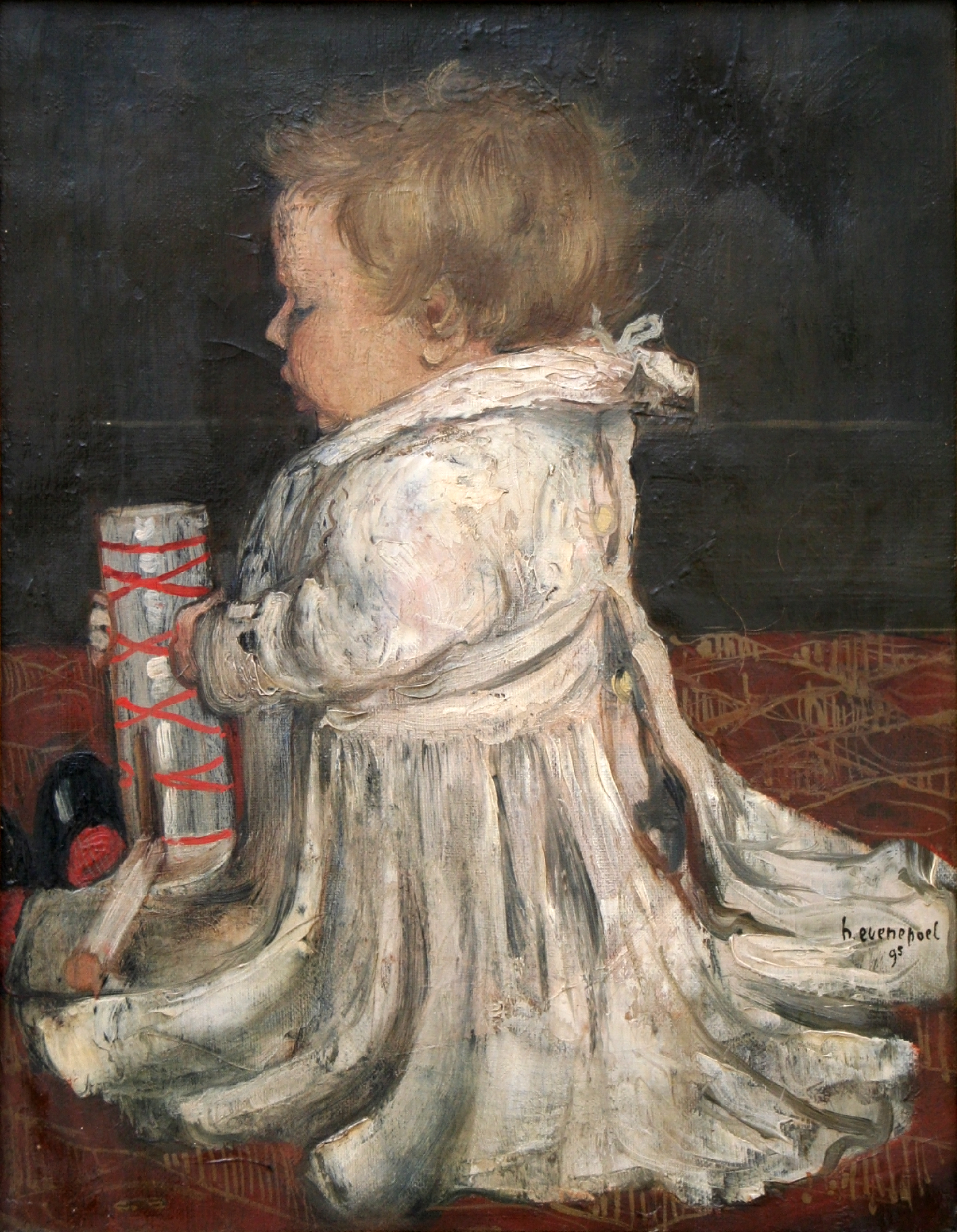
Le Bébé (Le Jouet brisé) (1893), musée des beaux-arts de Liège.
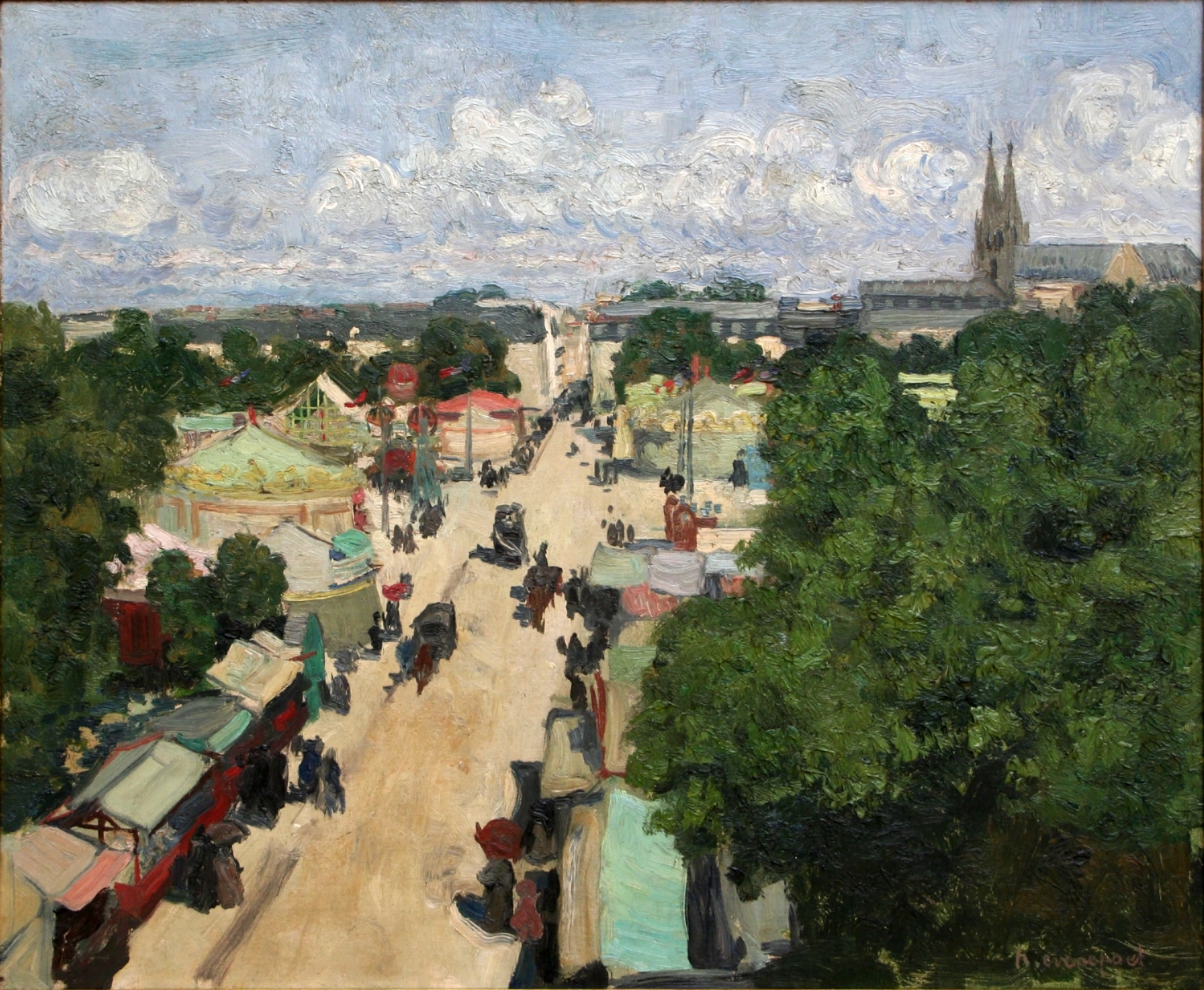
Foire aux Invalides (1897), musée des beaux-arts de Liège.
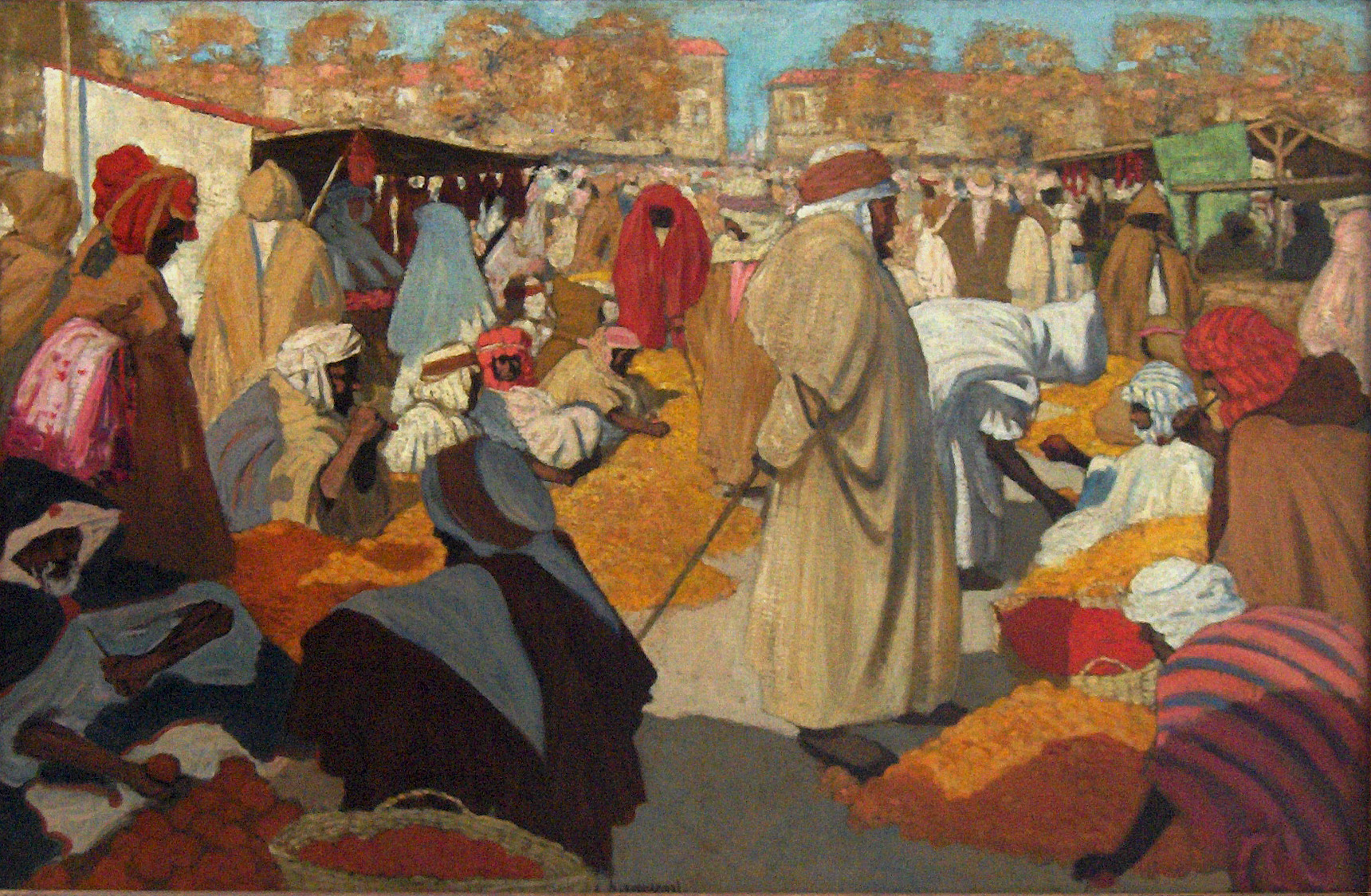
Le Marché aux oranges de Blidah (1898), Bruxelles, musée Fin-de-Siècle.
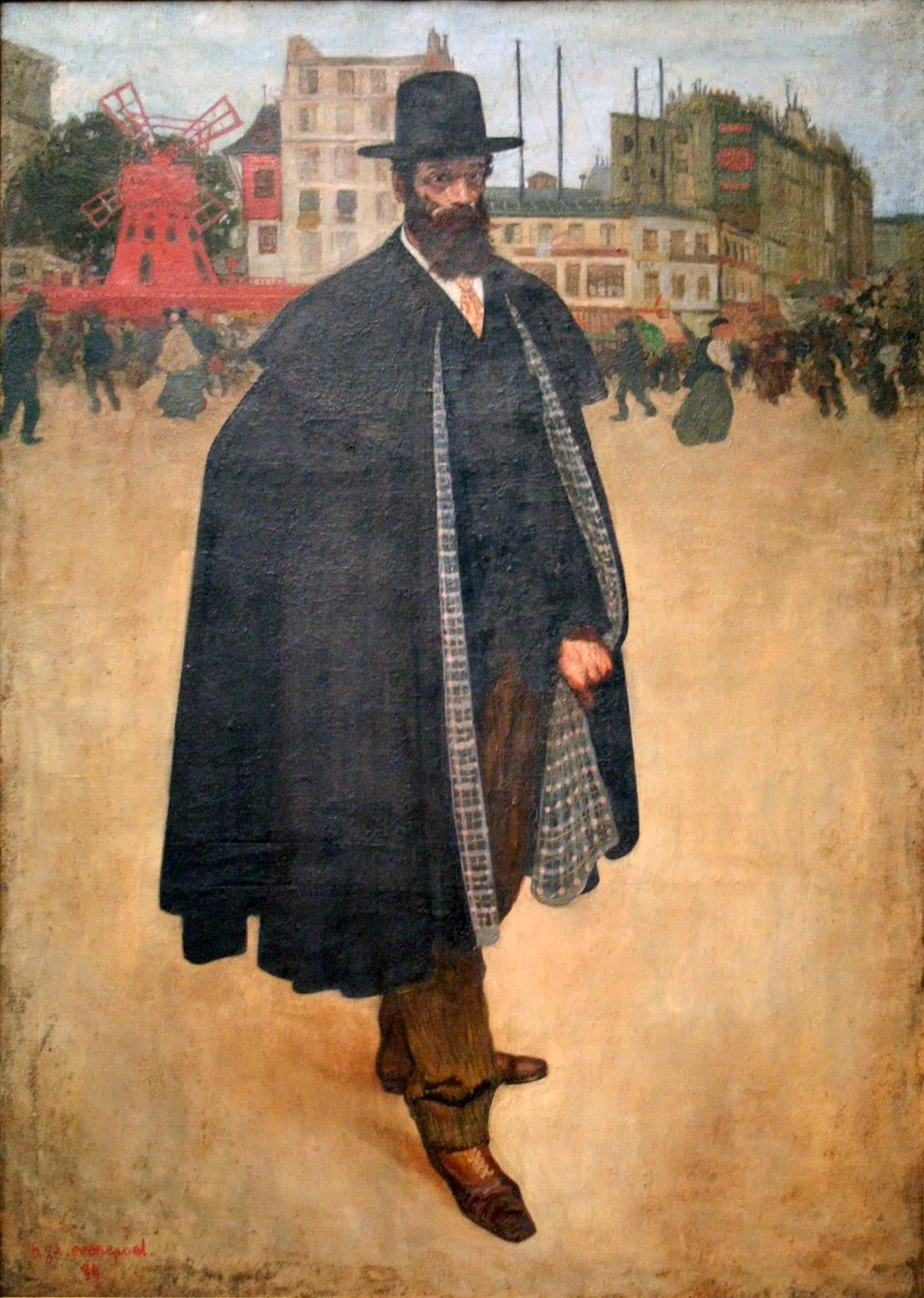
L'Espagnol à Paris (1899), musée des beaux-arts de Gand.
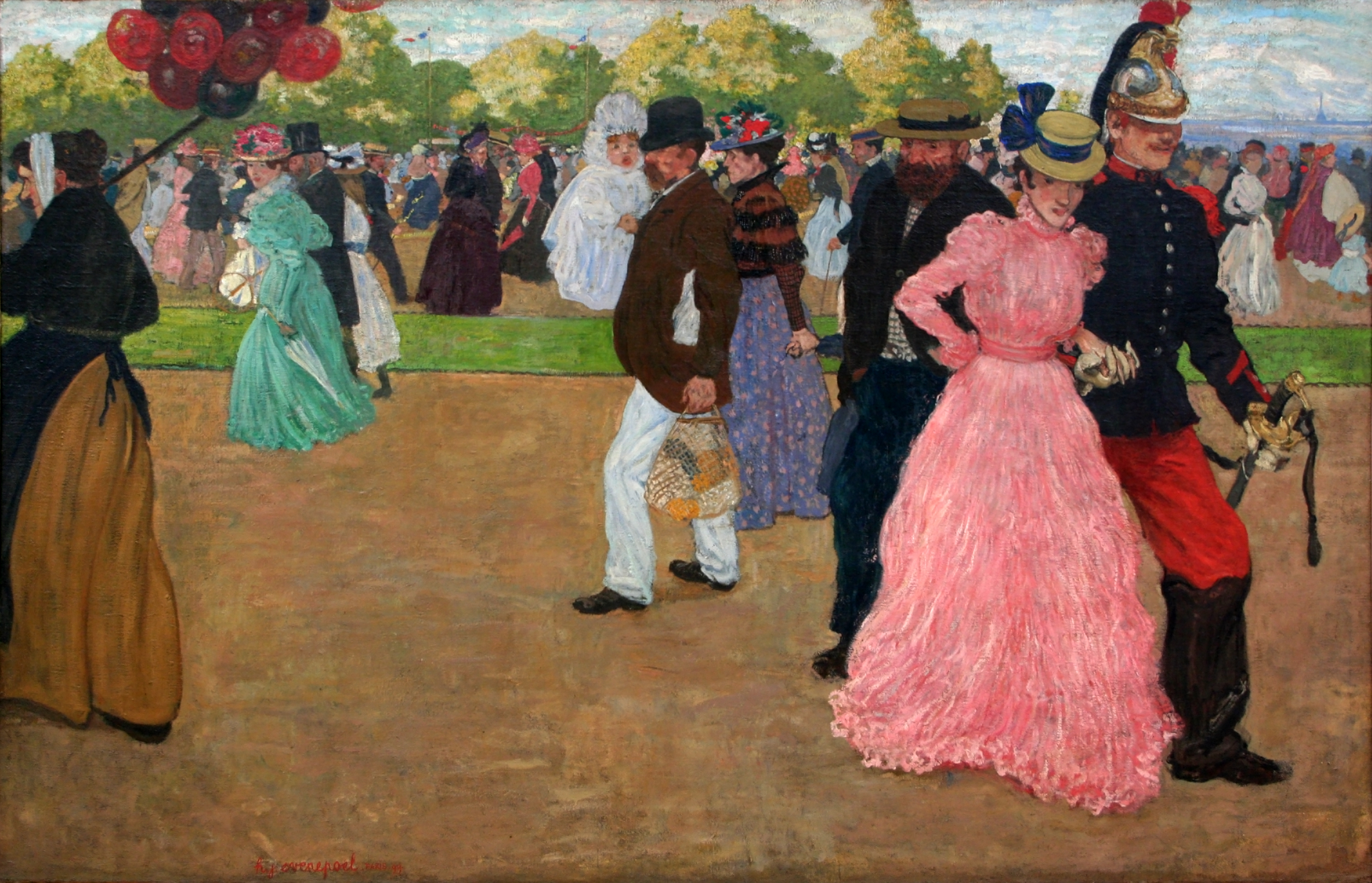
Promenade du dimanche au bois de Boulogne (1899), musée des beaux-arts de Liège.
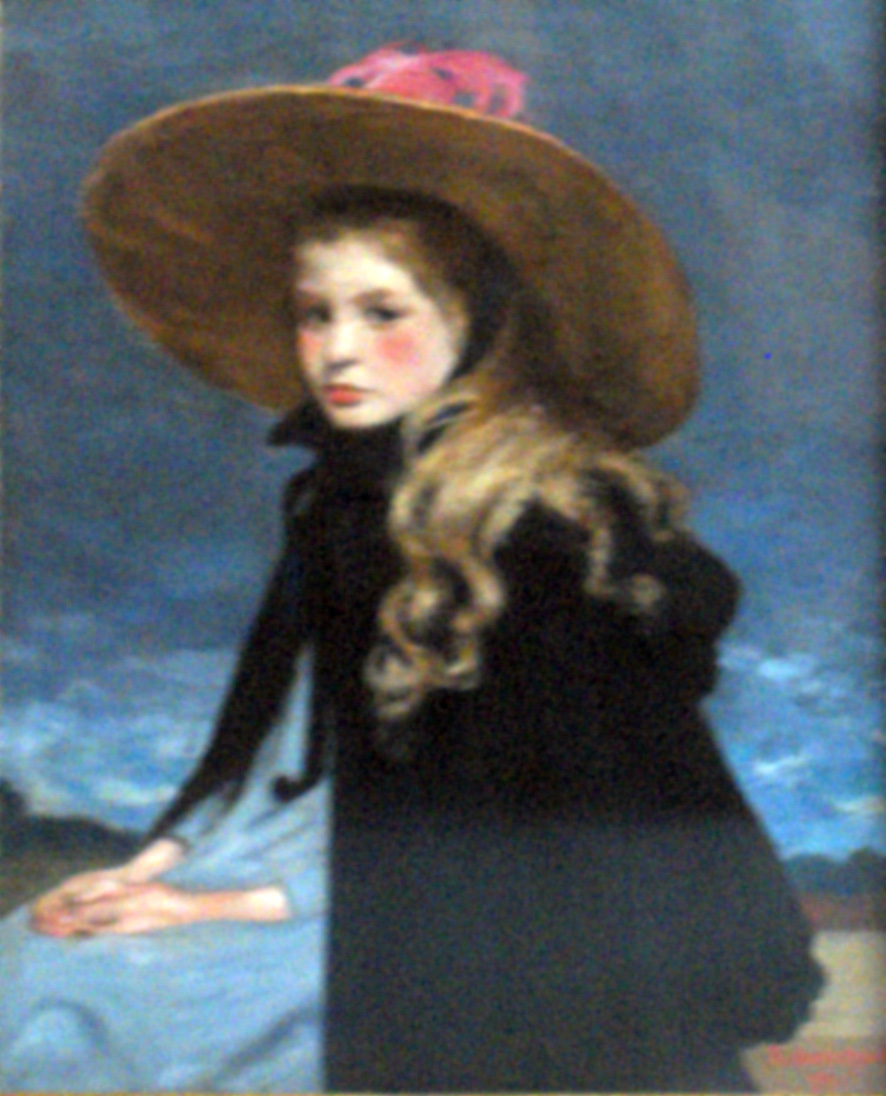
Henriette au grand chapeau (1899), Bruxelles, musée Fin-de-Siècle.